# Brachyaciura limbata
Brachyaciura limbata är en tvåvingeart som först beskrevs av Mario Bezzi 1924.  Brachyaciura limbata ingår i släktet Brachyaciura och familjen borrflugor.
Artens utbredningsområde är Uganda. Inga underarter finns listade.